# Kile
Kile은 TeX/LaTeX 소스 코드를 편집하는 TeX/LaTeX 편집기이다. Qt 및 KDE 라이브러리가 설치된 KDE on Windows 이니셔티브를 통해 맥 OS X 및 리눅스를 포함한 유닉스 계열 시스템과 마이크로소프트 윈도우에서 실행된다.

## 이름과 발음
Kile은 일부 Qt 개발자의 모국어인 노르웨이어로 간지럼 또는 쐐기를 의미한다. 따라서 올바른 발음은 /kaəl/이 아니라 /kiːlə/이다.

## 기능
Kile에는 다음과 같이 TeX/LaTeX 소스 코드를 편집하는 데 필요한 많은 유용한 기능이 있다.
- 한 번의 클릭으로 문서를 컴파일, 변환 및 볼 수 있다.
- (La)TeX 명령 자동 완성
- 템플릿과 마법사를 사용하면 새 문서를 시작할 때 작업이 거의 수행되지 않는다.
- 다양한 표준 태그 및 기호를 쉽게 삽입할 수 있으며 사용자 정의 태그(임의 개수)를 정의하는 옵션도 제공된다.
- 역방향 및 정방향 검색: DVI 뷰어를 클릭하고 편집기에서 해당 LaTeX 줄로 이동하거나 편집기에서 뷰어의 해당 페이지로 이동한다.
- 장이나 섹션을 찾는 것은 매우 쉽다. Kile은 문서의 모든 장 등의 목록을 구성한다. 목록을 사용하여 해당 섹션으로 이동할 수 있다.
- 하나의 프로젝트에 함께 속하는 문서를 수집한다.
- 프로젝트 사용 시 인용 및 참고문헌을 쉽게 삽입할 수 있다.
- LaTeX 문서를 컴파일하는 유연하고 스마트한 빌드 시스템이다.
- 퀵프리뷰(QuickPreview)는 문서의 선택한 부분을 미리 본다.
- 다양한 도움말 소스에 쉽게 액세스할 수 있다.
- 고급 편집 명령.

## 같이 보기
- 문서 편집기 목록